# Julia Campbell
Julia Campbell (* 12. März 1962 in Huntsville, Alabama) ist eine US-amerikanische Schauspielerin.

## Leben und Leistungen
Campbell besuchte die Lake Braddock Secondary School in Burke, Virginia. Sie debütierte in der Fernsehserie Ryan's Hope, in der sie in den Jahren 1984 bis 1985 Katie Thompson spielte. Im Jahr 1986 trat sie in der Fernsehserie California Clan auf. Ein Jahr später spielte sie in der Serie Women in Prison eine der Hauptrollen. In der Komödie Die Unglücksritter (1990) spielte sie an der Seite von Dana Carvey eine der größeren Rollen.
In der Komödie Romy und Michele (1997) spielte Campbell die Rolle von Christy Masters, der früheren Anführerin der Cheerleader, die seit der High School Romy White (Mira Sorvino), Michele Weinberger (Lisa Kudrow) und Heather Mooney (Janeane Garofalo) demütigt. Im Filmdrama Bounce – Eine Chance für die Liebe (2000) war sie an der Seite von Ben Affleck und Gwyneth Paltrow zu sehen. Im Filmdrama The Tillamook Treasure (2006) übernahm sie eine der Hauptrollen.
Campbell heiratete im Jahr 1988 den Schauspieler Bernard White. Nach der Scheidung heiratete sie den Schauspieler Jay Karnes.

## Filmografie (Auswahl)
- 1990: Der Unglücksritter (Opportunity Knocks)
- 1994: Young Indiana Jones and the Hollywood Follies
- 1997: Romy und Michele (Romy and Michele’s High School Reunion)
- 1998: Seinfeld (Gastauftritt, 9.18 – Der Spielautomat)
- 1998: Marabunta – Killerameisen greifen an
- 1998: Poodle Springs
- 2000: Bounce – Eine Chance für die Liebe (Bounce)
- 2000: Friends (Folge 7x05)
- 2001: Arnie Allmächtig (Thank Heaven)
- 2002: Stephen Kings Haus der Verdammnis (Stephen King’s Rose Red, Miniserie)
- 2005: Malcolm mittendrin (Gastauftritt 6. 25 - Der Schönheitswettbewerb)
- 2006: The Tillamook Treasure
- 2006: Two and a Half Men (Gastauftritt, 3.21)
- 2009: Dr. House (Gastauftritt, 1 Folge)
- 2009: Dexter (Gastauftritt, 5 Folgen)
- 2009: The Mentalist (Gastauftritt, 1 Folge)
- 2009: Scrubs – Die Anfänger (Gastauftritt, 1 Folge)
- 2010: Lie to Me (Gastauftritt, 1 Folge)
- 2010: CSI: Den Tätern auf der Spur (Gastauftritt, 1 Folge)
- 2011: CSI: Miami (Gastauftritt, 1 Folge)
- 2011: Criminal Minds (Gastauftritt, 1 Folge)
- 2011: The Craigslist Killer
- 2011–2016: Awkward – Mein sogenanntes Leben (2 Folgen)
- 2012: Austin & Ally (2 Folgen)
- 2012: Arcadia
- 2013: Justified (2 Folgen)
- 2016: Who Killed JonBenét? (Fernsehfilm)
- 2016: Recovery Road (3 Folgen)
- 2018–2019: Atlanta Medical (The Resident, 3 Folgen)
- 2019–2020: Tell Me a Story  (4 Folgen)
- 2023: Jesus Revolution